# Jerzy Majchrzak
Jerzy Józef Majchrzak (ur. 1950 w Tomicach) – polski samorządowiec, inżynier, w latach 1998–2002 prezydent miasta Kędzierzyn-Koźle.

## Życiorys
Ukończył studia na Wydziale Technologii i Inżynierii Chemicznej Politechniki Śląskiej, kształcił się też w ramach studium podyplomowego w Instytucie Organizacji Systemów Produkcyjnych Politechniki Warszawskiej. Od 1973 przez 25 lat pracował w Instytucie Ciężkiej Syntezy Organicznej Blachownia w Kędzierzynie-Koźlu. Jest współautorem ponad 30 patentów. Od połowy lat 90. powoływany w skład rad naukowych instytutów chemicznych.
Zaangażował się również w działalność Sojuszu Lewicy Demokratycznej. W 1998 objął urząd prezydenta Kędzierzyna-Koźla. Na przełomie lat 2001 i 2002 w związku z powołaniem na prezesa zarządu spółki akcyjnej Zakłady Azotowe "Kędzierzyn" przeszedł na urlop bezpłatny, wkrótce przed upływem kadencji zastąpił go na tym urzędzie Wiesław Fąfara. 
W 2006 odszedł z zakładów azotowych, objął stanowisko dyrektora w Polskiej Izbie Przemysłu Chemicznego. W 2006 powrócił do samorządu jako radny rady miejskiej Kędzierzyna-Koźla. W 2010 nie został ponownie wybrany.